# Jesús Salvador Chapi
Jesús Salvador Chapi (Rafelbunyol, 1960) és un músic valencià especialitzat en els instruments de percussió i membre del Grup Amores. Destaca com a intèrpret, compositor, professor, director i investigador.

## Biografia
Format als conservatoris superiors de València i Alacant en l'especialitat de percussió, realitza cursos de perfeccionament amb músics reputats com Joan Iborra, Jean Batigne, Emanuel Sejourne, Shin Iti Ueno, Siegfried Fink, Graham Jhons, i Keiko Abe.
Jesús Salvador Chapi funda l'any 1989 el Grup de Percussió Amores amb 2 companys percussionistes més (Pau Ballester i Ángel García). Amb Amores han esdevingut un grup de referència en el món de la percussió i la seua evolució, estrenant gran part de l'obra escrita a Espanya per a aquesta família d'instruments. La tasca investigadora, docent i educativa del grup es complementa amb la de professor de percussió del Conservatori Professional de Música de València així com la de participant en nombrosos cursos, seminaris i formacions.
En el camp de la composició és autor d'obres com Vivencias (1998) i el ballet Fénix (2000) amb el Grup Amores, o de forma individual el també ballet Tinajas (2002), l'òpera El mal vino (2014) amb textos de Paco Zarzoso o la Fantasía Canina (2016), una sinfonia per a ser escoltada per persones i gossos; Chapi ha escrit molta música per a teatre i espectacles escènics, bandes sonores per a curtmetratges, pel·lícules i documentals, alguns d'ells premiats. El 2020 va resultar finalista del premi Max a la millor composició musical per a l'espectacle escènic Animal de Séquia de Sol Picó.
Com a director ha estat al capdavant de produccions com L'òpera de tres penics de Kurt Weill, a l'Auditori de la Diputació d'Alacant el 2014 i en 2016 Happy End, del mateix compositor i amb libreto de Bertol Brecht.

## Composició
- Amb el Grup Amores
  - Vivencias (1998), enregistrat en format CD amb una durada de 56 minuts.
  - Fénix (2000), ballet.
- Individualment:
  - Música per a l'obra de teatre El burgués gentil hombre de Molière, per a la companyia Cucurucu teatre (2001)
  - Tinajas (2002), ballet encàrrec de l'Institut Valencià de la Música.
  - Banda sonora per al curtmetratge Solitud (2003) de Giovanna Ribes.
  - Banda sonora per al documental El sueño temerario (2005) de Giovanna Ribes.
  - Banda sonora del llargmetratge La torre de Babel (2007) de Giovanna Ribes.
  - El mal vino (2014), òpera.
  - Música per a l'espectacle teatral Serenata para un país sin serenos (2015) de la Companyia Teatral Hongaresa.
  - Fantasía canina (2016), simfonia amb Ensemble d'Arts.
  - Trinquetíssim (2018), per a percussió i pilotaris.
  - Música per a l'espectacle de dansa Animal de séquia (2019) de Sol Picó.
  - Passió pel minimalisme (2019), homenatge a Carles Santos.